# 脱毛膏
脱毛膏是一种可以用來脱毛的產品，常见的活性成分是巯基乙酸和巯基乳酸盐。这些化合物会破坏角蛋白中的二硫化物，还会水解毛发，這樣毛髮更容易被去除。 
受巯基乙酸盐影响的主要化学反应是：
2 HSCH2CO2H (巯基乙酸) + R-S-S-R (胱氨酸) → HO2CCH2-S-S-CH2CO2H + 2 RSH (半胱氨酸)
用脱毛膏除毛後需要用水仔細沖洗，並且還要塗抹各種護膚品，將皮膚的pH值恢復到正常水平。這種除毛方式不會破壞真皮，因此毛髮會重新長出。